# Hauerslevia
Hauerslevia är ett släkte av svampar. Hauerslevia ingår i ordningen Auriculariales, klassen Agaricomycetes, divisionen basidiesvampar och riket svampar.
|             | Auriculariaceae                            |
|             |                                            |
|             | Stypella                                   |
|             |                                            |
|             | Tremellodendropsis                         |
|             |                                            |
|             | Oliveonia                                  |
|             |                                            |
|             | Gloeotromera                               |
|             |                                            |
|             | Guepinia                                   |
|             |                                            |
|             | Patouillardina                             |
|             |                                            |
|             | Elmerina                                   |
|             |                                            |
|             | Heterorepetobasidium                       |
|             |                                            |
|             | Basidiodendron                             |
|             |                                            |
|             | Protomerulius                              |
|             |                                            |
|             | Ceratosebacina                             |
|             |                                            |
| Hauerslevia | \| \| Hauerslevia pulverulenta \| \| \| \| |
|             | \| \| Hauerslevia pulverulenta \| \| \| \| |
|             | Serendipita                                |
|             |                                            |
|             | Renatobasidium                             |
|             |                                            |
|             | Microsebacina                              |
|             |                                            |
|             | Endoperplexa                               |
|             |                                            |
|             | Heteroscypha                               |
|             |                                            |
|             | Protodaedalea                              |
|             |                                            |
|             | Metabourdotia                              |
|             |                                            |
|             | Ductifera                                  |
|             |                                            |
|             | Protoradulum                               |
|             |                                            |
|             | Protohydnum                                |
|             |                                            |
|             | Heteroacanthella                           |
|             |                                            |
|             | Pseudohydnum                               |
|             |                                            |
|             | Hauerslevia pulverulenta                   |
|             |                                            |

|  | Hauerslevia pulverulenta |
|  |                          |